# Fritz Baumgarten (Illustrator)
Friedrich „Fritz“ Karl Baumgarten (* 18. August 1883 in Reudnitz bei Leipzig; † 3. November 1966 in Leipzig) war ein deutscher Kinder-/Bilderbuchillustrator, Lithograf, Zeichner und Maler.
Er hat über mehrere Jahrzehnte zahlreiche Bilderbücher mit Wichteln und Zwergen gestaltet und dabei einen für ihn charakteristischen Stil geprägt.

## Leben

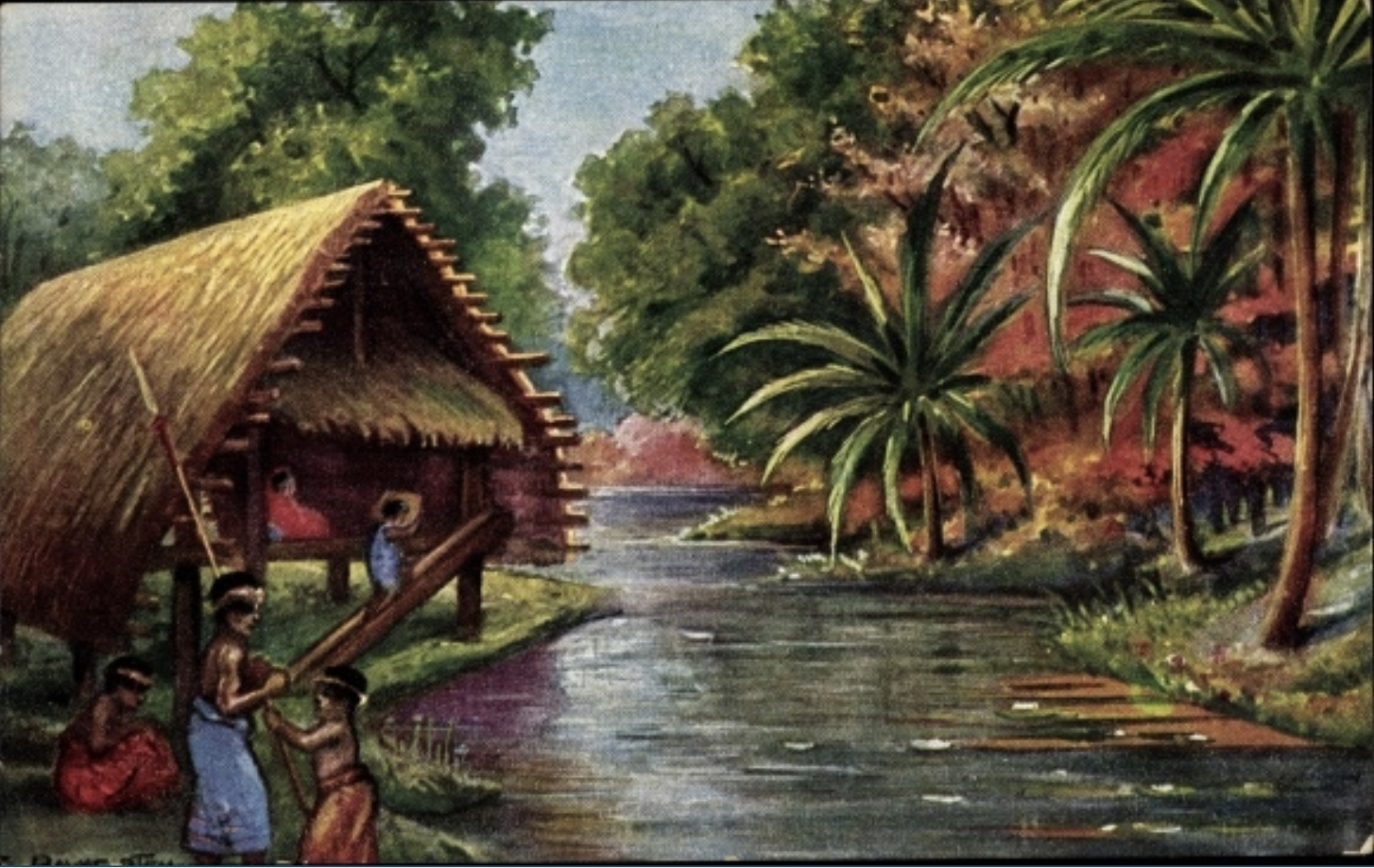
Fritz Baumgarten: Landschaft in Neumecklenburg (Südsee). Postkartenmotiv des Kolonialkriegerdanks. 1920er Jahre.

Friedrich Karl Baumgarten, zeitlebens Fritz genannt, war das  jüngste von drei Kindern des Buchbinders Martin Konrad Baumgarten und dessen Ehefrau Wilhelmine Henriette, geb. Henning. Sein Großvater war der Porträtmaler und Zeichner Johann Friedrich August Baumgarten. Nach einer Ausbildung zum Lithografen bei der Leipziger Druckerei J. G. Fritsche AG studierte er von 1903 bis 1905 an den Königlichen Kunstakademie in Dresden sowie an der Königlichen Akademie der Bildenden Künste in München. Noch während des Studiums erhielt er seine Einberufung zum Militärdienst im Königlichen 11. Feldartillerie-Regiment in Würzburg. 1908 kehrte der sich selbst als „Gebrauchsgrafiker“ bezeichnende Baumgarten nach Leipzig zurück. Seinen Lebensunterhalt verdiente der Künstler zunächst mit Gelegenheitsarbeiten und mit dem Entwurf von Ansichts- und Postkarten, die heute Sammlerobjekte sind. Während des Ersten Weltkrieges kämpfte er in Frankreich u. a. auch bei Verdun. Für seine Verdienste erhielt er das Eiserne Kreuz II. Klasse.
Fritz Baumgarten war seit 1926 mit Elsa Hollburg verheiratet. Das Ehepaar hatte zwei Söhne, wobei der Erstgeborene nur 14 Tage alt wurde. Anfang Dezember 1944 ging bei dem nächtlichen Bombenangriff auf Leipzig auch das Haus, in dem die Familie Baumgarten lebte, in Flammen auf.

„Viele Bilder und Erinnerungsstücke gehen verloren. Glücklicherweise sind einige Werke zu Freunden und Verwandten ausgelagert worden. Dies verhindert den Verlust allen Besitzes.“

Nach einer Zwischenstation in Sachsenberg-Georgenthal, wo der Künstler zur Arbeit in einem Rüstungsbetrieb dienstverpflichtet wurde, siedelten die Baumgartens nach Reichenbach über. Im Sommer 1946 kehrte die Familie nach Leipzig, Stadtteil Connewitz, zurück. Sofort nahm Fritz Baumgarten, der etwa Mitte der 1950er Jahre dem Freien Deutschen Gewerkschaftsbund beitrat, Kontakte zu diversen Verlagen in West- und Ostdeutschland auf, so zum Lange & Meuche Verlag, Scholz Verlag, Engelbert Dessart Verlag, Titania Verlag u. a. m. Getarnt als „Bildchen für die kleinen Nichten und Neffen“ sandte der Künstler seine Illustrationen nach West-Deutschland. Das Honorar wurde ihm in Form von Naturalien übersandt oder auf Konten im Westen gutgeschrieben. Zirka Anfang der 1960er Jahre ließ seine Schaffenskraft nach, Fritz Baumgarten wurde bald 80 Jahre alt, und die Zahl seiner jährlich publizierten Kinder-/Bilderbücher ging deutlich zurück.
Wenige Monate nach dem Tod seiner Frau nahm sich der 83-jährige Künstler das Leben.

## Forschungssituation, Werk und Bedeutung
Zwischen den frühen 1920er Jahren und 1960 veröffentlichte er weit über 500 Werke für Kinder (teilweise auch Jugendliche), die Mehrzahl davon vor dem Zweiten Weltkrieg. Dazu gehören auch von ihm illustrierte Märchen-, Sagen- und Volksbücher sowie Erzählungen für die Jugend, Adventskalender, als auch illustrierte Bilderbücher zu Märchen der Gebrüder Grimm, etwa Rotkäppchen (1928), Hänsel und Gretel (1928), Dornröschen (1935), Frau Holle (1938) oder Der Wolf und die sieben Geißlein (vermutlich 1928). Letztgenanntes Märchen-Bilderbuch wurde seinerzeit wie folgt bewertet:

„Diese schöne Mär, die zu den Beständen echter deutscher Volksmärchen gehört, wird mit Bildern vorgelegt, die eindrucksvoll den Text begleiten, mit ganzseitigen farbigen, die Höhepunkte festhalten und eingestreuten oder umrahmenden Tondrucken im Text. Die Bilder sind großflächig gehalten, stimmungshaft – wenn auch etwas gleichförmig –, reich im einzelnen, zeigen das Tier in seiner Wesenseigenart und bringen nur vereinzelt – etwa um das Mütterliche, der alten Geiß zu unterstreichen – Kleidung (Rock, Bluse, Schürze). Solches Maß paßt durchaus zum Märchen. Im ganzen ein erfreuliches Buch.“

Die über neunzig nach 1945 erschienenen Bilderbücher (beispielsweise im Abel & Müller Verlag, Engelbert Dessart Verlag, Titania-Verlag, Pestalozzi-Verlag, mit Versen/Texte von Helle Carola Gärtner-Scholle, Gisela Fischer, Ruth Kraft, Liselotte Burger, Helge Darnstädt, Lena Hahn, Erich Heinemann u. a. m.) erreichten eine Auflage von bis heute insgesamt fast einer Million. Seine künstlerische Hinterlassenschaft wurde von manchen Kritiker als „reiner Kitsch“ desavouiert. So verwundert nicht seine fast totale Ignorierung in den einschlägigen Publikationen der Illustrationsgeschichte zur Kinder- und Jugendliteratur:

„Leider war er daran selbst nicht ganz unschuldig. Er tat den Fehlgriff, für die Darstellung von Kindern, vor allem in seinen späteren Werken, oft ein wenig routinierten Arbeiten auf das Hummel-Figuren-Klischee zurückzugreifen, vermutlich eine Konzession an den Verlegern in der Hoffnung auf noch höhere Auflagen. Mehr als dieser – gemessen an seiner zeichnerischen Qualität – wirklich unverständliche Fehler haben ihm seine unzähligen Epigonen geschadet, die zwar die Grundmuster seiner Bilder übernahmen, aber nicht annähernd über die technischen Fähigkeiten und seine bewundernswerte Naturkenntnis verfügten.“

In den 1920er und 1960er Jahren kritisierte man Fritz Baumgartens „Anhäufung bildnerischer Reize“, auf die Kinder spontan positiv reagieren, und insbesondere seinen „naiven Realismus“, der „sich durch klare Konturen der Formen, Verzicht auf Räumlichkeit, leuchtende, ungemischte Farben, flächiger und unmodulierter Farbauftrag sowie vertraute Bildmotive auszeichnet. Ein weiteres Merkmal seiner Illustrationen ist das ‚Kindchenschema‘, das die dargestellten Figuren (insbesondere seine Wichtel) ‚einfach süß‘ erscheinen lassen. Seine Bildästhetik ermöglicht/e auch ein einfaches drucktechnisches Verfahren und somit einen äußerst günstigen Verkaufspreis.“
Der Grafiker und Illustrator Ernst Kreidolf hat seinen Bilderbuch-Stil entscheidend beeinflusst. Zu ihm hatte er sich klar bekannt, insbesondere die Anthropomorphisierung der Tier-, Zwergen- und Pflanzenwelt betreffend. Fritz Baumgarten wiederum hat die Künstlerin Lore Hummel inspiriert. Die Bücher des „Kreidolf-Epigonen“, bevölkert von kleinen Teddys, Feld-, Wald- und Wiesenbewohner aller Art und – in den Dreißigerjahren – sehr häufig auch von Singvögeln und gar lustigen und fürsorglichen Wichteln/Zwergen, die zusammen deutsche Volkslieder sangen, sind inzwischen Klassiker der Kinderliteratur. Viele Werke Fritz Baumgartens sind auch heute noch in immer wieder neuen Auflagen, u. a. Pestalozzi-Verlag, Beltz & Gelberg Verlag (Parabel), Titania Verlag, Terzio Verlag und Esslinger Verlag erhältlich.
Zwischen 1924 und 1936 illustrierte er 10 Bilderbücher zu Versen von Albert Sixtus, darunter so bekannte Klassiker wie Der Hundezirkus (1930), Die Waldschule (1935), Das Blumenelfchen (1935) und Der Frühling ist da (1936).
Zwischen 1916 und 1940 illustrierte er 15 Bilderbücher zu Versen von Adolf Holst, darunter Das bunte Nestchen (1940).
Der Künstler hatte zudem in den 1920er und 1930er Jahren, teilweise auch nach dem Zweiten Weltkrieg, mehrere Gesellschaftsspiele illustriert: Halt! mein Hut (1920), Das Struwwelpeterspiel (1926), Fuchs aus dem Loch (1927), Onkel Pinkepank auf der Weltreise (1928), um nur einige zu nennen. Ferner steuerte er für Herzblättchens Zeitvertreib. Ein Jahrbuch für die Kinderwelt, begründet von Thekla von Gumpert, u. a. für die Bände 71, 72, 75 und 78 Illustrationen bei sowie für den dritten Band der Pucki-Reihe von Magda Trott Pucki und ihre Freunde (1936).
Großer Beliebtheit erfreuten sich noch immer seine (beispielsweise im Adolf Korsch Verlag oder Terzio Verlag) erschienenen Wichtel/Zwergen-Adventskalender, beispielsweise Der Fritz-Baumgarten-Adventskalender, Himmelsmusik oder Schlittenfahrt:

„Fritz Baumgarten, einer der bekanntesten Illustratoren der Zeit, hatte seine beliebten Wichtelfiguren von den Kinderbüchern in den Adventskalender übernommen … Was Adolf Korsch angenommen hatte, traf ein: Alle Kalender nach Entwürfen von Fritz Baumgarten wurden gut verkauft, viele konnten wiederaufgelegt werden, und manche sind – mit Unterbrechungen – noch heute [1996] im Programm.“

## Werke (Auswahl)
Esslinger Verlag/Alfred Hahn’s Verlag
- Gartengemeinschaft Malepunke. ISBN 978-3-480-40034-8.
- Siebenpünktchen. ISBN 978-3-480-40013-3.
- Wichtelhausen. ISBN 978-3-480-40021-8.

Parabel Verlag, Beltz & Gelberg:
- Abenteuergeschichten. ISBN 3-7898-1028-2.
- Die Heinzelmännchen. ISBN 3-7898-1027-4.
- Die Teddyschule. ISBN 3-7898-1017-7.
- Die Vogelhochzeit. ISBN 3-7898-1016-9.
- Mein liebstes Gute-Nacht-Buch. ISBN 3-7898-1019-3.
- Tapsi, das lustige Entlein. ISBN 3-7898-1061-4.
- Teddys wunderliche Reise. ISBN 3-7898-1073-8.
- Zipfelheiners Abenteuer. ISBN 3-7898-1060-6.
- Zwitschi. ISBN 3-7898-1074-6.

Titania Verlag, Terzio Verlag:
- Das große Fritz Baumgarten Weihnachtsbuch. ISBN 3-7996-3600-5.
- Der Hundezirkus. ISBN 3-7996-3214-X.
- Die Spatzenschule. ISBN 3-7996-3215-8.
- Der Frühling ist da! ISBN 3-7996-3216-6.
- Die Waldschule. ISBN 3-7996-3217-4.
- Das Blumenelfchen. ISBN 3-7996-3219-0.
- Teddys Schulgang. ISBN 3-7996-3241-7.
- Die Fahrt ins Wunderland. ISBN 3-7996-3242-5.
- Sportfest im Walde. ISBN 3-7996-3243-3.
- Teddys Traum. ISBN 3-7996-3244-1.
- Teddys Weihnachten. ISBN 3-7996-3245-X.
- Weihnachtsfest im Wichtelland. ISBN 3-7996-3246-8.
- Hoppel und Poppel. ISBN 3-7996-3247-6.
- Schnatterich und Puttiputt. ISBN 3-7996-3248-4.
- Teddys Abenteuer. ISBN 3-7996-3249-2.
- Teddy und Kasperle. ISBN 3-7996-3250-6.
- Strupp und Foxi. ISBN 3-7996-3301-4.
- Teddys große Fahrt. ISBN 3-7996-3303-0.
- Teddys Schulausflug. ISBN 3-7996-3302-2.
- Das Hochzeitsfest im Wiesengrund. ISBN 3-7996-3304-9.
- Wurzelpurzel. ISBN 3-7996-3305-7.

## Rezeption

### Sein künstlerisches Werk in der Kritik
Klaus Doderer: „Die Qualität seiner Illustrationen ist recht unterschiedlich. Während das beste davon, zwar auf den Zeitstil vor dem Krieg fixiert, durchaus zu den vertretbaren Gebrauchsbüchern zu rechnen ist, spürt man bei den späten Arbeiten ein Schwinden der Kraft und ein Abgleiten in die Routine.“
„Baumgarten gab den Zwergen ihr endgültiges Aussehen: die viel zu großen klobigen Pantoffeln (die auch Käfern und Bienen angezogen werden), die Hosenbeine mit ‚Hochwasser‘, das Kapuzenjäckchen, kleine, lustig zusammengekniffene Schweinsäuglein, ein langer, weißer Bart und rote, hervorstechende Bäckchen (bedingt durch die immerwährend zum Lachen hochgezogenen Mundwinkel). Ihre Hauptbeschäftigung war und ist singen, essen, trinken und lustig sein... Die kleinen Tiere des Waldes, vom Hasen abwärts über Igel, Mäuse, Vögel bis hin zu den Grashüpfern wurden zu ständigen Begleitern, Gästen, Patienten aber auch Bediensteten des Wichtelmännervolks … Zweifellos haben Zwergengeschichten, besonders die Darstellungen Baumgartners etwas ungeheuer anheimelndes, gemütvolles an sich. Bilder und Geschichten, die eine solche Geborgenheit ausstrahlen, stellen angesichts unserer technisierten und betonierten Umwelt eine verlockende Traumwelt dar, deren kleine Bewohner zudem ideale Identifikationsobjekte für Kinder sind.“
„Fritz Baumgarten steht in der Tradition des 20 Jahre älteren Bilderbuchkünstlers Ernst Kreidolf. Von ihm hat er beispielsweise die Personifizeriung der Natur übernommen … Kreidolf und Baumgarten haben mit ihrem künstlerischen Stil dem phantastischen Bilder-/Kinderbuch neue Seiten und Möglichkeiten abgewonnen. Ihre personifizierten Wichtel, Bienen, Käfer, Hasen etc. stellen eine in sich geschlossene Gegenwelt zur umgebenden Realwelt mit all ihren Konflikten sowie Krisen dar … Unzählige Epigonen der beiden Künstler haben ihre Kompositionsprinzipien übernommen und dabei mit ihren ‚putzigen‘ Wichteln, bekleideten und herzigen Tieren, als auch der versüßlichten Pflanzenwelt Vorstöße bis weit über die Grenze des noch zuträglichen Kitsches unternommen.“
„Ohne Zweifel: Probleme thematisiert Fritz Baumgarten in seinen Werken nicht. Da wird ein Sportfest organisiert, Hochzeit, Geburtstag oder Weihnachten als stimmungsvollstes aller Feste mit reichlich Süssigkeiten und Schneezauber in Waldeshöhle oder Wiesengrunde gefeiert … Trotz glücklicher, unbeschwerter Natur- und Wichtelwelt ist ihm jedoch nicht die Freude an der zeichnerischen Fabulierlust und ein sehr differenzierter Blick auf die (anthropomorphisierte) Tier- und Pflanzenwelt abzusprechen. Seine farbfrohen und stark konstruierten Zeichnungen kennzeichnet trotz allem eine große Sicherheit in Darstellung, Farbgebung und Komposition. Der Künstler verstand es Stimmung und Atmosphäre zu erschaffen. Nichts wirkt berechnet in seinen Illustrationen, nichts ‚gekünstelt‘. Wenn man Fritz Baumgartens Werk betrachtet, fühlt man, dass hinter ihm ein Künstler steht, der sich seiner Wirkung sicher ist.“
„Die Bilder der frühen 20er Jahre sind farbkräftig und stark konturiert. Sie wirken flächig und plakativ … Die Perspektive ist exakt, die Bewegungen gefällig und das jeweils Stoffliche charakteristisch wiedergegeben … In der Strichführung noch sparsam, ohne größere Details ausgeführt, verraten die Bildinhalte der Bücher der 20er Jahre bereits genaueste Naturkenntnis und immer wieder unerschöpflichen Humor.“
„Sein Stil ist romantisierend, die Kompositionen sind verspielt-humorvoll. Das freudl[iche], verhaltene Kolorit ist fein nuanciert. Schwarz-weiße Umriß-Ill[ustrationen] bieten sich zum Ausmalen an. Gesichter werden häufig mit spärl[ichen] Strichen angedeutet, während Tiere mit menschl[ichen] Funktionen, Pflanzen und Gegenstände eingehender durcharbeitet sind.“
In ihrer umfangreichen Diplomarbeit hat Susanna Deuringer mehrere Rezensionen aus damaligen Fachzeitschriften für die Kindergartenpädagogik (wie z. B. Kinderheim und Kindergarten) über des Künstlers Illustrationen aufgelistet. Diese belegen, wie ambivalent doch Fritz Baumgartens Werk gesehen wurde. Dazu einige Auszüge:

„Es liegen eine Reihe von Bilderbüchern aus dem Verlag Josef Scholz, Mainz, vor u. a.: Kunterbunt… Vielleicht ist das Buch sogar zu bunt. Es sind zuviele Eindrücke, die das Kind aufnehmen soll. Es kann nicht in Ruhe bei einem Gegenstand verweilen… Pech über Pech… Die Bilder sind zum Teil nicht schlecht... Husch, husch, durch Wald und Busch… Verse von bekannten Dichtern… werden hier durch hübsche Bilder illustriert. Schön ist, daß die Tiere durchweg in ihrer natürlichen Umgebung bleiben… Gickel, gackel, gackel… Die Tierbilder sind recht gut und klar... Die Bilder sind auf haltbaren, steifen Karton gemalt… Die Fahrt ins Wunderland… Diese Art von Bilderfolgen erinnern sehr stark an Reveu, wo in lärmender Geschäftigkeit zusammenhangloses Zeug aneinander gereiht wurde, ohne eine überzeugende Einheit zu werden. Die verwirrende Gegenstandsfülle und eine der Naturwahrheit und phantasievollen Naturbelebung, im Sinne kindlichen Schauens, widersprechende Behandlung der Umwelt müssen wir vom Erzieherstandpunkt aus ablehnen. Die Randzeichnungen zum Text und auch das Vorsatzpapier bauen auf viel gesünderer Auffassung auf und lassen den Gedanken aufkommen, daß der Künstler diese Zugeständnisse an einen überwundenen Publikumsgeschmack nicht machen müßte und besseres zu leisten wohl in der Lage wäre. Das Urteil gilt in gleichem Maße auch dem Bilderbuch aus gleichem Verlag. Die Waldschule… kann man nur eine plumpe und schlechte Abwandlung der sehr beliebt gewordenen ‚Häschenschule‘… nennen. Kennzeichnend ist für sie, daß man ihr weniger Wert nach Inhalt und Form zusprechen darf; sie ist nur von handwerklicher Geübtheit, aber ohne gestalterische Verpflichtung aus gefühlsstarkem Mitschwingen.  - Wie weit sind solche Bilderbücher von der ehrlichen, treuen und volkstümlichen Kunst der leider fast vergessenen Münchner- und Neurupiner-Bilderbogen entfernt!.“

„Der Kunsthistoriker Konrad von Lange empfahl 1893 dem kindlichen Verständnis entsprechend möglichst einfach, flächenhaft und perspektivarm zu malen. Als Hauptvertreterin eines solchen ‚kindlichen Flächenstils‘ gilt Gertrud Caspari. Frühe Arbeiten von Baumgarten scheinen sich an ihren Werken zu orientieren. Sie zeichnen sich – wie ‚Struwwelhanne‘ – durch starke Umrisslinien und einen flächigen Farbauftrag aus … Spätere Werke von Baumgarten setzen sich von den frühen Arbeiten stilistisch deutlich ab. Diese Bilder sind oftmals ausschnitthaft angelegt. Sie zeigen Momentaufnahmen einer wunderbaren Natur, in die man nicht zuletzt aufgrund ihrer Liebe zum Detail und der stimmungsvollen Atmosphäre gerne eintauchen möchte.“

### Ausstellungen

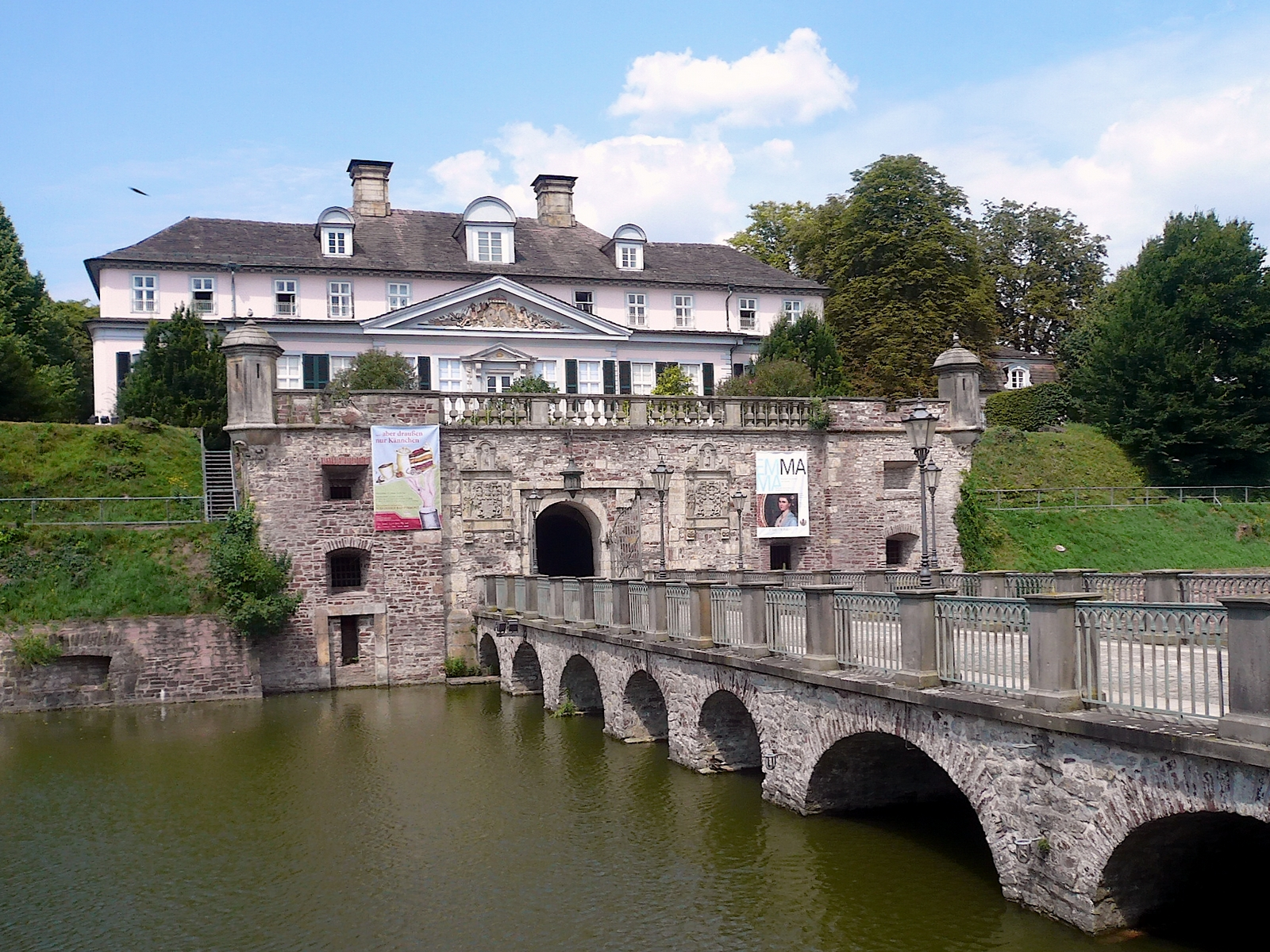
Schloss Pyrmont

Erstmals widmete vom 7. Dezember 1995 bis 25. Februar 1996 das Schlossmuseum in Bad Pyrmont dem Künstler eine Ausstellung: „Nur immer hereinspaziert! Leben und Werk von Fritz Baumgarten (1883–1966)“. Dazu erschien auch ein Katalog, der sich ausführlich mit Leben und Werk des Kinder-/Bilderbuchillustrators befasst.

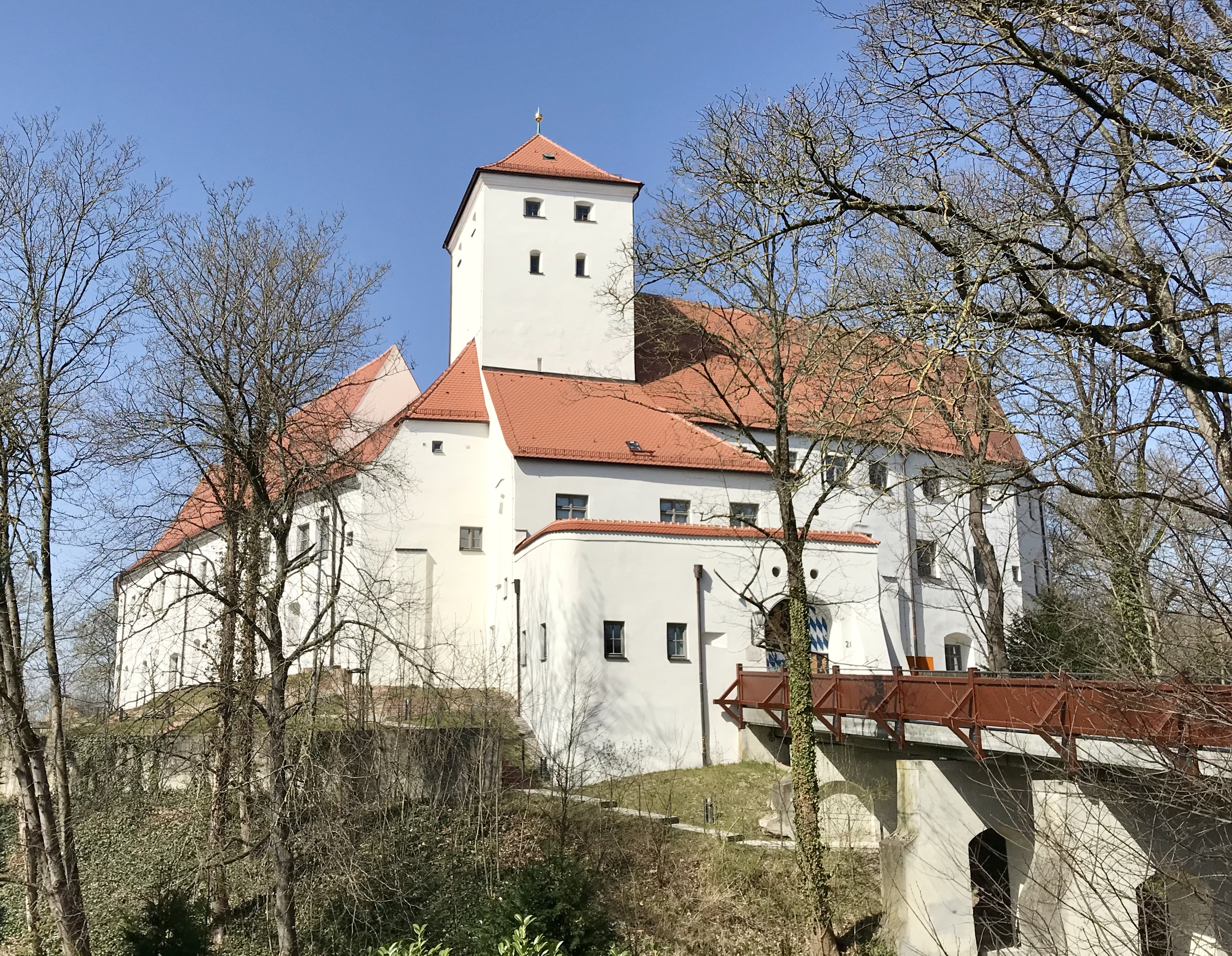
Schloss Friedberg

Vom 18. November 2010 bis 27. Februar 2011 war Fritz Baumgarten eine Ausstellung im Wittelsbacher Schloss in Friedberg gewidmet. An der Ausstellungseröffnung nahm sein Sohn Gert Baumgarten teil und berichtete, dass sein „Vater […] auch während der schlimmsten Zeiten Wichtel und Mäuse gemalt“ habe. Selbst als Ende des Zweiten Weltkrieges draußen die Panzer vorbeifuhren – der Künstler war mit seiner Familie ins Vogtland evakuiert worden – habe Fritz Baumgarten weiter seine friedvollen Bilder gezeichnet.

### Ehrungen

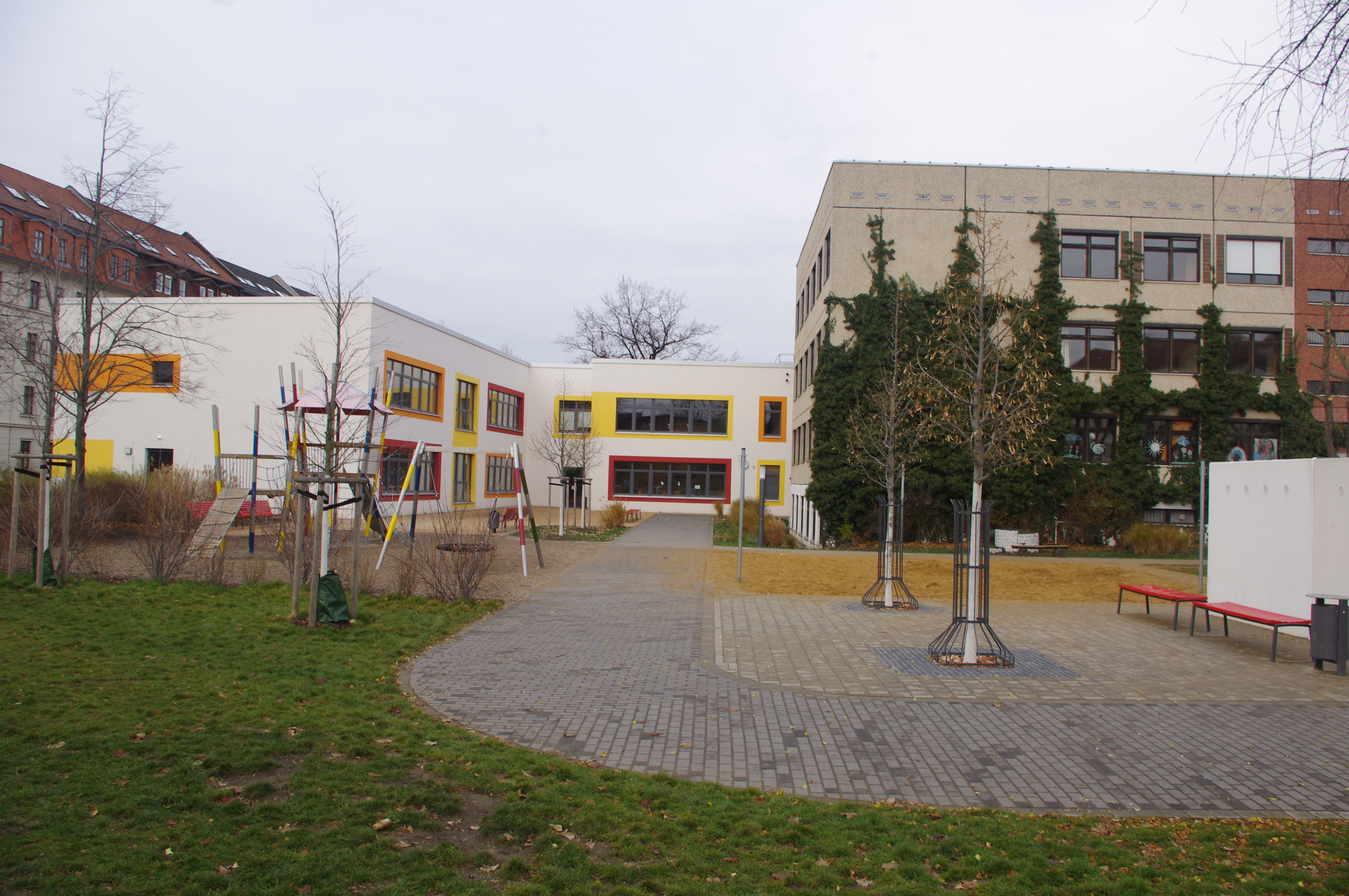
Fritz-Baumgarten-Schule

Die Stadt Leipzig hat mit Beschluss der Ratsversammlung vom 18. Mai 2016 die Grundschule 77. Schule im Ortsteil Reudnitz-Thonberg nach Fritz Baumgarten benannt, die zuvor keiner Person gewidmet war.

## Doku
- Fritz Baumgarten: Im Märchenreich des Bilderbuchs bei IMDb, Dokufilm von Leonore Brandt, 30 Minuten, BR-alpha und MDR Fernsehen in der Reihe Lebensläufe, Erstausstrahlung am 6. Mai 2007